# Manuel Fuxà i Leal
Manuel Fuxà i Leal   (Barcelona, 2 de setembre de 1850 - Barcelona, desembre 1927) fou un escultor català.

## Biografia
Fill de Pere Foixà i Prats i Joana Leal i Barbé, natural de Maó. Va cursar estudis en l'escola Llotja de Barcelona amb el mestre Rossend Nobas, i va continuar el seu aprenentatge a París.
Malgrat que va viure en plena època del modernisme català, la seva obra solament en mostra una lleugera influència i es decanta més per un estil clàssic i convencional. Va muntar un taller a Barcelona i de seguida va tenir nombrosos encàrrecs. La seva obra principal i més valorada és la monumental. El seu estudi estava ubicat al carrer d'Aragó.
Fou nomenat director de Llotja entre els anys 1911 i 1920, i fou membre de la Reial Acadèmia de Belles Arts de Sant Jordi des del 1903.
Casat amb Antònia Villegas i Romagosa (1852-1927) vivien al carrer de Bailén, 42 de Barcelona. Curiosament, varen morir el mateix dia.
Deixeble i col·laborador seu va ser l'escultor Jaume Otero.

## Reconeixements
- 1876: Tercera medalla en l'Exposició Nacional de Belles Arts de Madrid
- 1881: Segona medalla en l'Exposició Nacional de Belles Arts de Madrid
- 1892: Segona medalla en l'Exposició Nacional de Belles Arts de Madrid
- 1900: Medalla de plata en l'Exposició Universal de París

## Obres destacades
- 1870: L'Escolà. Museu Nacional d'Art de Catalunya
- 1881: Neptú per a la Cascada del Parc de la Ciutadella i al Parc de l'Espanya Industrial de Barcelona.[5] No hi ha acord sobre si les dues peces són originals, o si una d'elles és una còpia posterior.[5][6]
- 1881: Leda, per a la Cascada del Parc de la Ciutadella
- 1884: Monument a Bonaventura Carles Aribau al Parc de la Ciutadella
- 1885: Bust de Manuel Milà i Fontanals (Vilafranca del Penedès)
- 1885: Monument a Lope de Vega per a l'edifici de Biblioteques i Museus de Madrid
- 1887: Escultura del Bisbe Armanyà a la Biblioteca Museu Víctor Balaguer (Vilanova i la Geltrú).[7]
- 1887: Monument a Pere Turull (Sabadell)
- 1887: Monument a Feijoo. Ourense
- 1888: Pare Bernat Boïl per al monument a Cristòfor Colom (Barcelona)
- 1888: Monument a Josep Anselm Clavé al Passeig de Sant Joan (Barcelona)
- 1888 Monument a Bernat Desclot. Passeig de Sant Joan de Barcelona. Desapareguda el gener de 1937.
- 1889: Escultures per al mausoleu de la família Batlló i Batlló al cementiri de Montjuïc, obra de Josep Vilaseca i Casanovas.
- 1895: Bust de Frederic Soler al Teatre Romea (Barcelona)
- 1897-1901: Monument a l'alcalde Francesc de Paula Rius i Taulet, al passeig de Lluís Companys de Barcelona, en col·laboració amb l'arquitecte Pere Falqués.
- 1903: Bust de Jacint Verdaguer a l'Ateneu Barcelonès i Vil·la Joana
- 1913: Bust de Marcelino Menéndez Pelayo a l'Edifici històric de la Universitat de Barcelona
- 1913: Bust de Joaquim Vayreda al Parc de la Ciutadella
- 1913: Bust de Pepita Texidor i Torres al Parc de la Ciutadella
- 1917: Conjunt escultòric de la seu de la Caixa de Pensions (Via Laietana, 56)
- 1920: Monument a Les Ciències en el parc del Retiro de Madrid

## Galeria

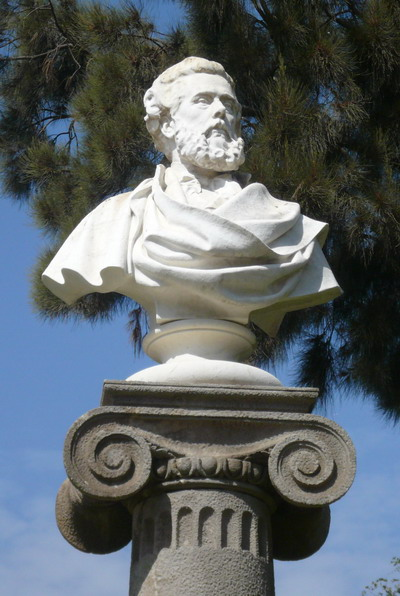
Monument a Víctor Balaguer (1910) al Parc de la Ciutadella de Barcelona
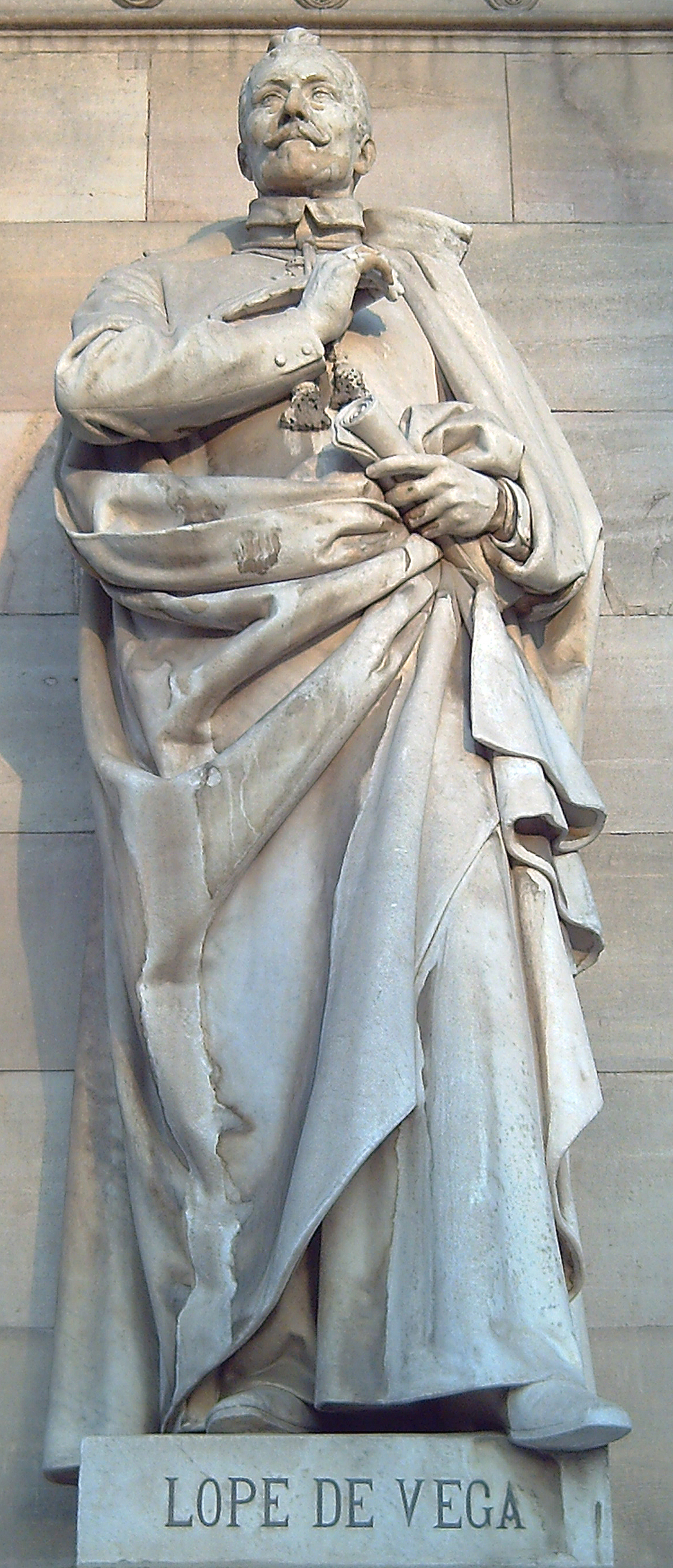
Lope de Vega a Madrid per Manel Fuxà
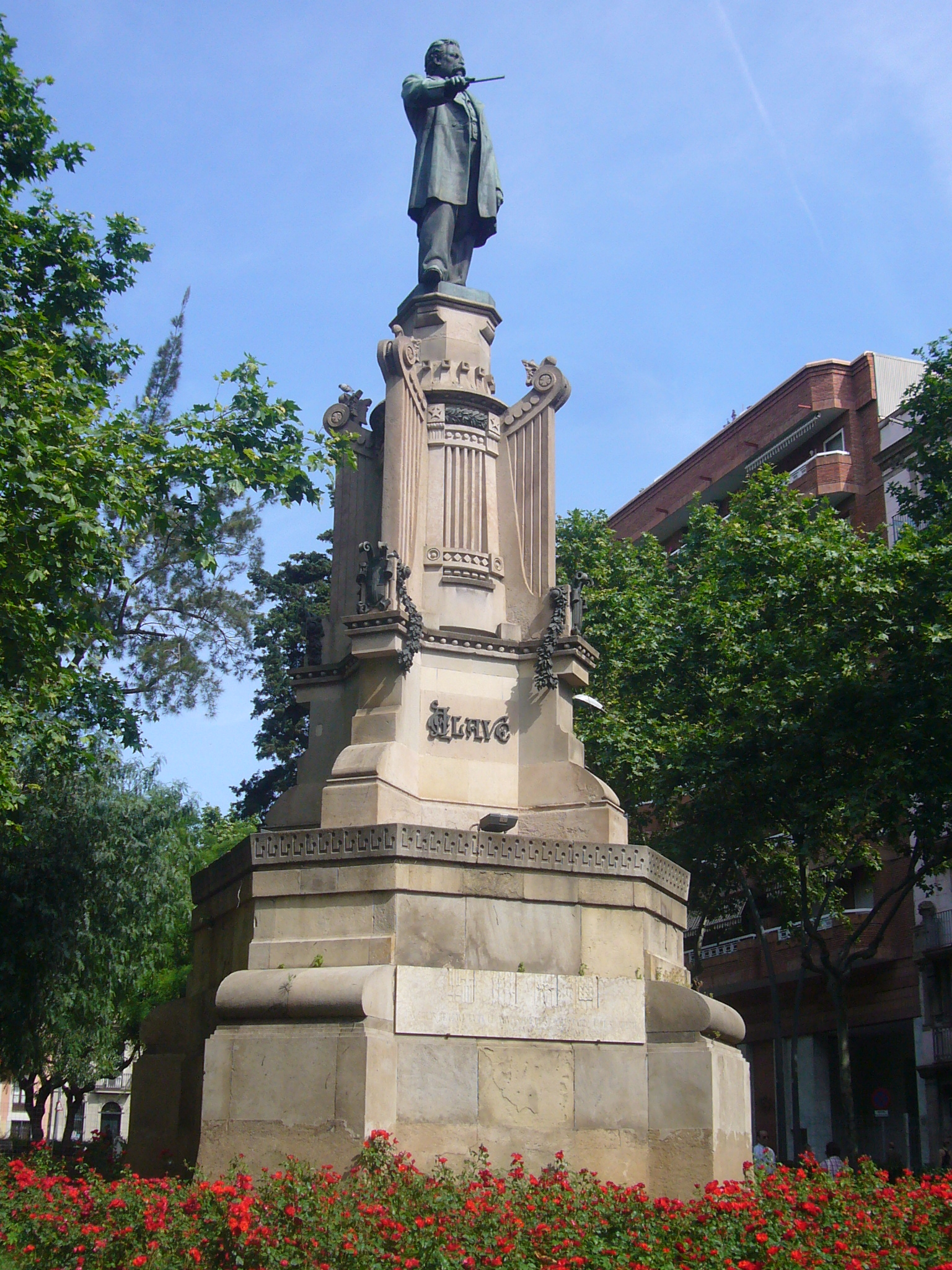
Monument a Anselm Clavé (1888) al passeig de Sant Joan
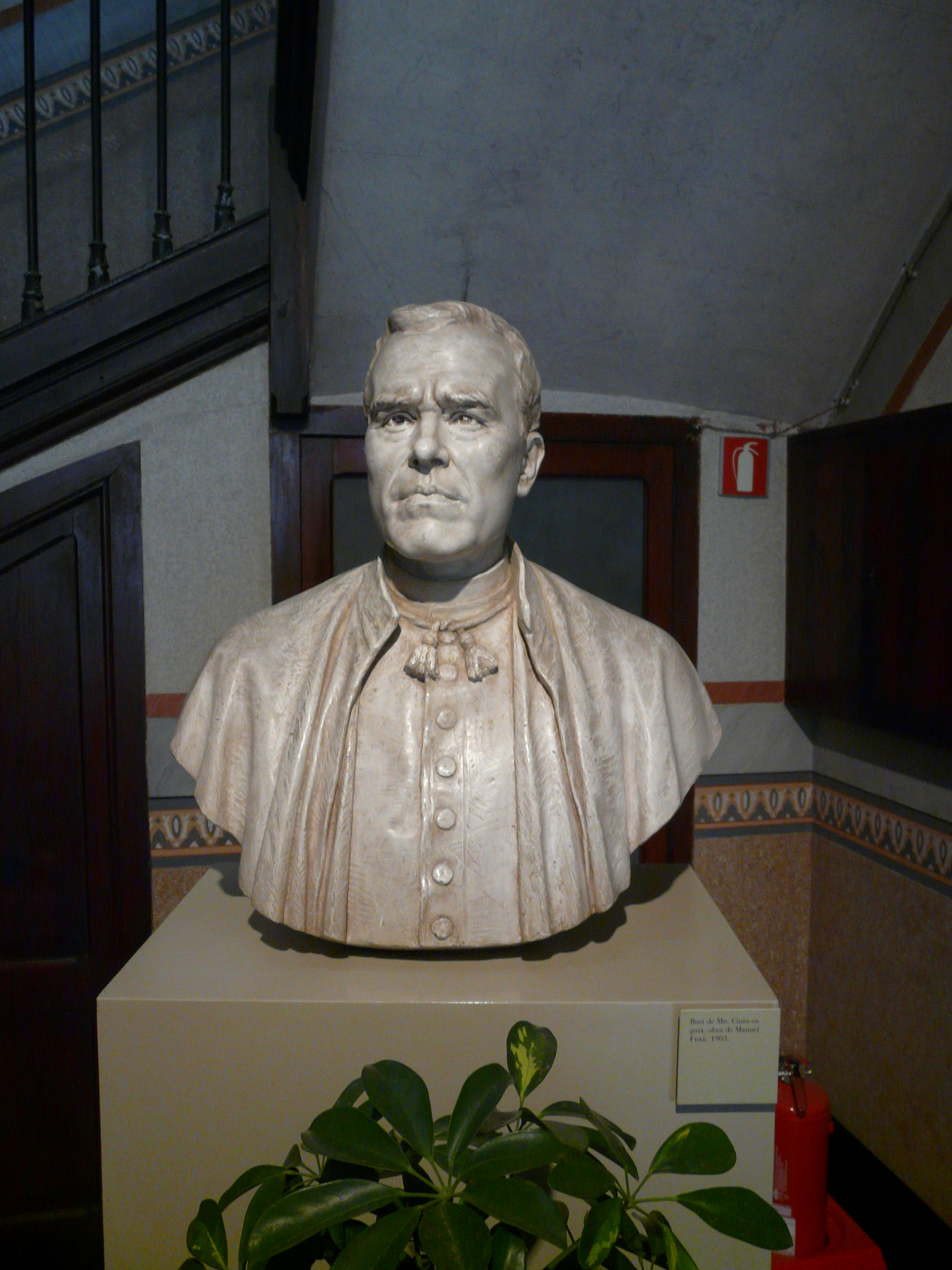
Bust de Jacint Verdaguer (1903) a Vil·la Joana